# ميرنا الهلباوي
ميرنا الهلباوي (مواليد 20 أغسطس 1992 في الإسكندرية، مصر) صحفية، كاتبة، ممثلة، مدونة صوتية، وناشطة. وهي مؤسِّسة ربط الإنسانية، وهي منظمة غير ربحية تساعد الناس في قطاع غزة على استعادة إمكانية الوصول إلى الإنترنت، باستخدام شرائح الاتصال الإلكترونية eSIM المتبرع بها. ترشحت لجائزة جائزة الإعلام العربي عام 2016.

## منظمة ربط الإنسانية
تسبب القصف الإسرائيلي وحصار الكهرباء ونقص الوقود في انهيار شبه كامل لأكبر مزودي شبكات الهاتف المحمول في غزة. اكتشفت الهلباوي أنه يمكن استخدام شرائح الاتصال الإلكترونية لإعادة الاتصال بين الأشخاص في غزة من خلال السماح لهم بالاتصال بشبكات الهاتف الخليوي البعيدة، بما في ذلك الشبكات الإسرائيلية والمصرية، عند التجوال. أول شخصين ساعدتهما في العودة إلى الإنترنت من خلال شرائح الاتصال الإلكترونية هما الصحفي المصري أحمد المدهون والصحفية الفلسطينية هند الخضري. 
بحلول شهر ديسمبر من عام 2023، كان 200 ألف شخص يعيشون في غزة (حوالي 10% من السكان) قد حصلوا على إمكانية الوصول إلى الإنترنت من خلال بطاقة شرائح الاتصال الإلكترونية.  انتشرت أخبار المبادرة بسرعة عبر وسائل التواصل الاجتماعي، وبحلول ديسمبر، تم التبرع بشرائح الاتصال الإلكترونية بقيمة 1.3 مليون دولار أمريكي إلى المنظمة. المشروع عبارة عن جهد دولي، حيث تبرع أشخاص في دول مثل الولايات المتحدة وسويسرا وباكستان بشرائح الاتصال الإلكترونية. يستخدم المتبرعون بشكل شائع تطبيق Airalo ببساطة لإنشاء شرائح الاتصال الإلكترونية التي يمكن توزيعها بعد ذلك في فلسطين.

## الكتابة والتمثيل
ترشحت لجائزة جائزة الإعلام العربي عام 2016. صدرت روايتها الأولى «مر مثل القهوة حلو مثل الشوكولا» عام 2018. شاركت بالتمثيل في مسلسل ستات بيت المعادي عام 2021، ومسلسل قواعد الطلاق ال 45.

## روابط خارجية
- الموقع الإلكتروني للمنظمة